# Uršuľa Kovalyk
Uršuľa Kovalyk, née le 31 décembre 1969 à Košice (Slovaquie orientale), est une artiste, travailleuse sociale et écrivaine slovaque.

## Biographie
Uršuľa Kovalyk fait des études dans un lycée des métiers de la santé et du social avant de s'engager dans les milieux underground slovaques.
Poète, romancière et dramaturge, elle est engagée dans la lutte pour les droits des femmes (notamment contre les violences faites aux femmes), et en faveur des sans domicile fixe et des handicapés.
Ses premiers romans ont pour toile de fond la fin de la Tchécoslovaquie socialiste, tandis que ses ouvrages plus récents se déroulent en Slovaquie post-communiste.

## Œuvres
disponible en français
- Femme de seconde main (traduit par Nicolas Guy[2] et Peter Žila), Intervalles, 2017  (ISBN 978-2-36956-059-3)[3].
- L'Écuyère, traduit par Nicolas Guy et Peter Zila, 124 p., éditions Intervalles, Paris  (ISBN 978-2-3695-6075-3)

publiées en slovaque (avec mention de traductions disponibles)
Essais et romans
- 2002 : Neverné ženy neznášajú vajíčka (Les femmes infidèles n'aiment pas les œufs) - traduit en hongrois sous le titre A hutlen nok utálják a tojást)
- 2004 : Sex po slovensky. Dvojpohlavná antológia o sexe (Le Sexe à la slovaque. Une anthologie bisexuelle sur le sexe)  - traduit en hindi et en tchèque
  - 2004 : Šmíračka
  - 2013 : anthologie traduite en allemand : Die schöne, kalte Freiheit. 14 Autorinnen aus der Slowakei
- 2004 : Travesty šou - traduit en hongrois (Travesty Show)
- 2008 : Žena zo sekáča - traduit en français (Femme de seconde main) et en hongrois (Nő a turiból)
- 2011 : Päť x päť (Cinq fois cinq)
- 2013 : Krasojazdkyňa - traduit en anglais (The Equestrienne) et en arabe

Théâtre
- 2003 : Vec[4].
- 2004 : Maková panna
- 2005 : Krvavý kľúč (La Clé sanglante)
- 2006 : Cesta do výdajne (2006)
- 2008 : Deň mŕtvych (Le Jour des morts) (pièce écrite pour les actrices et acteurs du « Théâtre des sans-abris » qu'elle dirige avec son mari)[5].